# Čert z Jersey
Čert z Jersey (v anglickém originále The Jersey Devil) je pátá epizoda první série amerického sci-fi seriálu Akta X. Premiéru měla na televizní stanici Fox 8. října 1993.
Scénář epizody napsal tvůrce série Chris Carter a režíroval Joe Napolitano. Hlavními postavami seriálu jsou zvláštní agenti FBI Fox Mulder (David Duchovny) a Dana Scullyová (Gillian Andersonová), kteří pracují na případech spojených s paranormálními jevy, tzv. Akty X.
V této epizodě, Mulder a Scullyová zkoumají podle všeho kanibalskou vraždu ve státě New Jersey, soudí tak podle chybějících částí těla obětí.

## Dějová linie
V New Jersey roku 1947 je muž napaden při opravě prázdné pneumatiky na silnici u lesa. Jeho mrtvola je později nalezena bez končetin, které byly zřejmě odkousnuty. Následně v okolí nalezli chlupatého humanoida a zastřelili jej. V jeho zažívacím traktu se našlo lidské maso a kosti.
Poté se děj přenáší do současného Washingtonu, kde Scullyová přináší Mulderovy poutavé zprávy o těle, které bylo nalezeno v New Jersey, a to bez ruky a paže. Po příjezdu do márnice v Atlantic City, agentům místní detektiv Thompson odepírá přístup k vyšetřování. Načež se Scullyová se vrací do Washingtonu, aby se zúčastnila narozeninové oslavy jejího kmotřence, zatímco Mulder zůstane v New Jersey.
Na oslavě se Scullyová setká Robem, s rozvedeným otcem jednoho z dětí. Mezitím se v Atlantic City Mulder ptá bezdomovce k případu a za radu dává bezdomovci svůj klíč od hotelového pokoje. Bezdomovec mu řekne, co viděl v noci, kdy se zabíjelo. Mulder spí v uličce a vidí temné stvoření, které se pohybuje u popelnice a následně utíká. Nakonec je Mulder zatčen a odveden na záchytku.
Následující ráno se detektiv Thompson setkává s Mulderem a Scullyovou, když si Scullyová přijde pro svého partnera. Předtím, než jde na rande s Robem, přivede Muldera na setkání s Dr. Diamondem – profesorem antropologie na univerzitě v Marylandu. Místní správce parku kontaktuje Muldera, poté, co najde mrtvolu divokého muže v lese. Mulder věří, že tvor je na cestě do Atlantic City, aby hledal potravu. Agenti spolu se správcem parku a Dr. Diamondem hledají tvora v opuštěné budově. Thompson mezitím také hledá to samé ve stejné budově s týmem zásahové jednotky.
Mulder je tímto tvorem napaden, načež brzy poté uniká. Mulder, Scullyová, profesor, správce parku a zásahové jednotky tvora hledají v lese. Správce parku stvoření zasáhne uspávací šipkou. Zásahové jednotky stvoření brzy najdou a zabijí. Pitva neodhalí žádnou pravěkou strukturu kostí, ale zjistí se, že v jejím zažívacím traktu jsou úlomky kostí. Mulder si odchází pohovořit s etnobiologem. Scullyová zruší druhou schůzku a jde s Malderem. Mezitím se v lese objeví dítě, které je potomkem těchto divokých tvorů.